# Colin Vandervell
Colin Vandervell (ur. 3 maja 1944 roku w Marylebone) – brytyjski kierowca wyścigowy.

## Kariera
Vandervell rozpoczął międzynarodową karierę w wyścigach samochodowych w 1970 roku od startów w Formule Ford 1600 BRSCC oraz w Europejskim Pucharze Formuły Ford. W seriach tych zdobył odpowiednio mistrzowski i wicemistrzowski tytuł. W późniejszych latach Brytyjczyk pojawiał się także w stawce Brytyjskiej Formuły 3 BRSCC Motor Sport Shell, Brytyjskiej Formuły 3 Lombard North Central, I Coppa di Santamonica, Brytyjskiej Formuły Atlantic oraz Europejskiej Formuły 2.
W Europejskiej Formule 2 Brytyjczyk wystartował w dziewięciu wyścigach sezonu 1973. Podczas drugiego wyścigu na torze Hockenheimring stanął na drugim stopniu podium. Z dorobkiem dwunastu punktów uplasował się na dziewiątej pozycji w klasyfikacji generalnej.